# John Cooper Jose Lake Sr. Ballpark
John Cooper Jose Lake Sr. Ballpark – wielofunkcyjny stadion w Philipsburgu, na Sint Maarten - holenderskim terytorium autonomicznym na Karaibach. Składa się z dwóch boisk. Jest obecnie używany głównie do meczów baseballu, krykieta oraz piłki nożnej. Ma nawierzchnię trawiastą.